# José O'Donnell
José O'Donnell y d'Anethan (Guadalajara, 28 de agosto de 1768–Madrid, 30 de noviembre de 1836) fue un militar español que alcanzó el rango de teniente general.

## Biografía
Hermano de los también militares Enrique José, Carlos Manuel y Alejandro, fueron hijos del militar irlandés Joseph O'Donnell (1727-1787) y de Margarita de Anhetan, luxemburguesa.
En 1808 figuraba como oficial en el estado mayor de Pedro Caro y Sureda, III marqués de la Romana durante la evacuación de la División del Norte de Dinamarca. Fue derrotado por Nicolas Godinot en la batalla de Zújar en 1811. Tras la desastrosa pérdida de Valencia en enero de 1812, reorganizó hábilmente los restos del ejército español. Ejerciendo de capitán general de Murcia, sufrió una severa derrota a manos de Jean Isidore Harispe en la batalla de Castalla en julio de 1812. Fue reemplazado en el mando poco después.
Posteriormente fue capitán general de Valencia y de Castilla la Vieja.